# Corfitz Ludvig Beck-Friis (1685–1761)
Corfitz Ludvig Beck-Friis, tidigare Beck, född 25 augusti 1685 i Andrarums församling, Kristianstads län, död 23 december 1761 i Bosjöklosters församling, var en svensk militär.

## Biografi
Corfitz Ludvig Beck-Friis föddes 1685 på Andrarum i Andrarums socken. Han var son till kavaljeren Lave Beck och Eleonora Sofia Ulfeld. Beck-Friis blev 1701 anställd och blev 16 maj 1704 fänrik vid Drottningens livregemente. Han blev 4 mars 1708 kornett vid Livdragonregementet och i augusti 1708 löjtnant. Han deltog 29 juni 1709 i slaget vid Poltava och togs då till fånga, samt fördes till Sibirien. Beck-Friis fick 26 juni 1722 kaptens karaktär och fick 27 augusti 1723 majors karaktär, samt placerades vid Södra Skånska kavalleriregementet. Han introducerades 1723 i Sveriges Riddarhus som nummer 800 under namnet Beck. Beck-Friis tillträdde 4 augusti 1741 fideiommisset Hevringsholm och fick då namnet Beck-Friis och det sammansatta vapnet. Han utnämndes 7 november 1748 till riddare av Svärdsorden. Beck-Friis avled 1761 på Bosjökloster i Bosjöklosters socken.

### Egendom
Beck-Friis ägde Bosjökloster i Bosjöklosters socken, Glimminge i Vallby socken och Hevringsholm.

### Familj
Beck-Friis gifte sig 1716 med Maria Sofia Skogh (1694–1760), dotter till överstelöjtnanten Claes Johan Persson Skogh och Margareta Elisabet Armfelt. Maria Sofia Skogh var änka efter kornetten Hans Caspersson Cederholm. Beck-Friis och Skogh fick tillsammans barnen Eleonora Beck (1717–1717), Carl Beck (1718–1718), Lave Beck (1720–1723), riksrådet Joachim Beck-Friis (1722–1797), hovmarskalken Corfitz Ludvig Beck-Friis (1724–1798), Eleonora Sofia Beck-Friis (1726–1796) som var gift med översten friherre Carl Jakob Staël von Holstein, Christina Beck (1728–1731), Johan Beck-Friis (1729–1796), Elsa Christina Beck-Friis (1731–1776) som var gift med kaptenen Georg Christian Cock, Augusta Beck (1732–1733), översten Lave Beck-Friis (1733–1764), Agneta Beck (1734–1736), Barbara Wittrup Beck-Friis (1736–1810) som var gift med överstelöjtnanten friherre Johan Vilhelm Wrangel von Brehmer, Agneta Beck-Friis (1737–1779) som var gift med landshövdingen friherre Salomon von Otter och Maria Sofia Beck (1738–1740).